# 斜口街道
斜口街道，是中华人民共和国陕西省西安市临潼区下辖的一个乡镇级行政单位。

## 行政区划
斜口街道下辖以下地区：
斜口社区、西安科技学院社区、高沟村、岳沟村、芷阳村、杨寨村、张铁村、代杨村、窑村、柳树村、付家村、于李村、韩峪村、洞北村、枣园村、白观村、龚吕村、房河村、军王村、马斜村、洪沟村和洪庆堡村。